# Pipiza
Pipiza es un género de moscas de la familia Syrphidae, en el orden Diptera. La mayoría son de color oscuro . Algunos taxónomos colocan a la tribu Pipizini en la subfamilia Eristalinae, otros en Syrphinae. Al igual que otros miembros de Syrphinae, las larvas se alimentan de pulgones.

## Biología
Las larvas se alimentan de los áfidos que forman agallas.

## Especies
- Pipiza accola Violovitsh, 1985
- Pipiza angulatus (Say, 1835)
- Pipiza atrata Curran, 1922
- Pipiza aurea Violovitsh, 1985[3]
- Pipiza austriaca Meigen, 1822
- Pipiza bimaculata Meigen, 1822
- Pipiza carbonaria Meigen, 1822
- Pipiza crassipes Bigot, 1884
- Pipiza davidsoni Curran, 1921
- Pipiza distincta Curran, 1921
- Pipiza fasciata Meigen, 1822
- Pipiza femoralis Loew, 1866
- Pipiza fenestrata Meigen, 1822
- Pipiza festiva Meigen, 1822
- Pipiza lugubris (Fabricius, 1775)
- Pipiza luteitarsis Zetterstedt, 1843
- Pipiza macrofemoralis Curran, 1921
- Pipiza morionellus Zetterstedt, 1843
- Pipiza nigripilosa Williston, 1887
- Pipiza noctiluca (Linnaeus, 1758)
- Pipiza notata Meigen, 1822
- Pipiza obscura Macquart, 1834
- Pipiza puella Williston, 1887
- Pipiza quadrimaculata (Panzer, 1804)
- Pipiza signata Meigen, 1822